# 大兴安岭地区行政公署营林局
大兴安岭地区行政公署营林局，简称大兴安岭地区营林局，隶属于中华人民共和国黑龙江省大兴安岭地区行政公署，与大兴安岭林业集团公司森林经营部合署办公。

## 机构设置
- 内设科室(9个)：
  - 政治处
  - 办公室
  - 计划统计科
  - 人事劳资科
  - 财务科
  - 经营科
  - 造林科
  - 绿化委员会办公室
  - 地方国营林林场管理科
  - 大兴安岭林业集团公司营林生产质量检查验收办公室（正处级事业单位）
- 直属事业单位
  - 森防总站
  - 技术推广站
  - 林木种子站
  - 物资站
  - 林木产品经销处

## 林业区划
大兴安岭地区行政公署营林局 辖3个县林业局，6个林场。 
呼玛县林业局（驻呼玛镇）辖十二站林场、三卡林场、金山林场、嘎拉河林场。 
塔河县营林局（驻塔河镇）辖二十二站林场。
漠河县营林局（驻西林吉镇）辖漠河林场。